# Кински, Стефан Вильгельм
Князь (с 1747) Стефан Вильгельм Кински (нем. Stephan Wilhelm Kinsky von Wchinitz und Tettau; 26 декабря 1679 или 2 декабря 1679 — 12 марта 1749) — австрийский посол в России (1720—1721), кавалер ордена Золотого руна.

## Биография
Выходец из влиятельного богемского рода Кинских и первый его представитель, получивший титул имперского князя. Родился в 1679 году в семье графа Венцеля Кинского и его первой жены Анны-Франциски, урожденной графини Мартиниц. 
Получив университетское образование, в 1702 году поступил на военную службу и в 1719 году был произведён в полковники. 
Направленный летом 1721 года послом в Россию, Стефан Кински присутствовал на церемонии провозглашения России империей, а Петра Первого — Императором Всероссийским, состоявшейся 22 октября (2 ноября) 1721 года в несохранившейся Троицкой церки Санкт-Петербурга, вскоре после заключения Ништадтского мира со Швецией. На церемонии присутствовали послы Австрии (Священной Римской империи), Пруссии, Голландии, Дании и Польско-Саксонской унии, а сами эти страны, таким образом, признавали преобразование России в империю. Великобритания отказалась прислать посла. 
Стефан Кински оставался послом в России до лета 1722 года. В дальнейшем он также занимал пост австрийского посла во Франции: с 1729 по 1732 год.
Австрийский император возвёл Кинского в камергеры, сделал его тайным советником и оберстбургграфом Богемии. 
Скончался Кински в 1749 году.

## Семья
С 1717 года Стефан Вильгельм Кински был женат на княгине Марии-Йозефе фон Дитрихштейн (1694–1758) 25 февраля 1717 года. В этом браке родилось пятеро детей, из которых до взрослого возраста дожили двое: сын и дочь. Дочь стала женой фельдмаршала Валлиса, а сын, состоявший в браке с графиней Пальфи, в 1752 году скончался бездетным, ненадолго пережив отца. После этого княжеский титул Кинских по решению императора был передан его двоюродному брату, военачальнику Францу де Паула Кинскому, в дальнейшем — фельдмаршалу. 